# Louis Larsen
Louis Edmund Larsen (-Lystoft) (Koppenhága, 1874. január 10. – Hellerup, 1950. május 26.) olimpiai ezüstérmes dán tornász.
Az 1906. évi nyári olimpiai játékokon indult tornában és csapat összetettben ezüstérmes lett. (Később ezt az olimpiát a Nemzetközi Olimpiai Bizottság nem hivatalosnak nyilvánította)
Klubcsapata a Københavns Gymnastikforening volt.